# Reichsgau Tirol-Vorarlberg

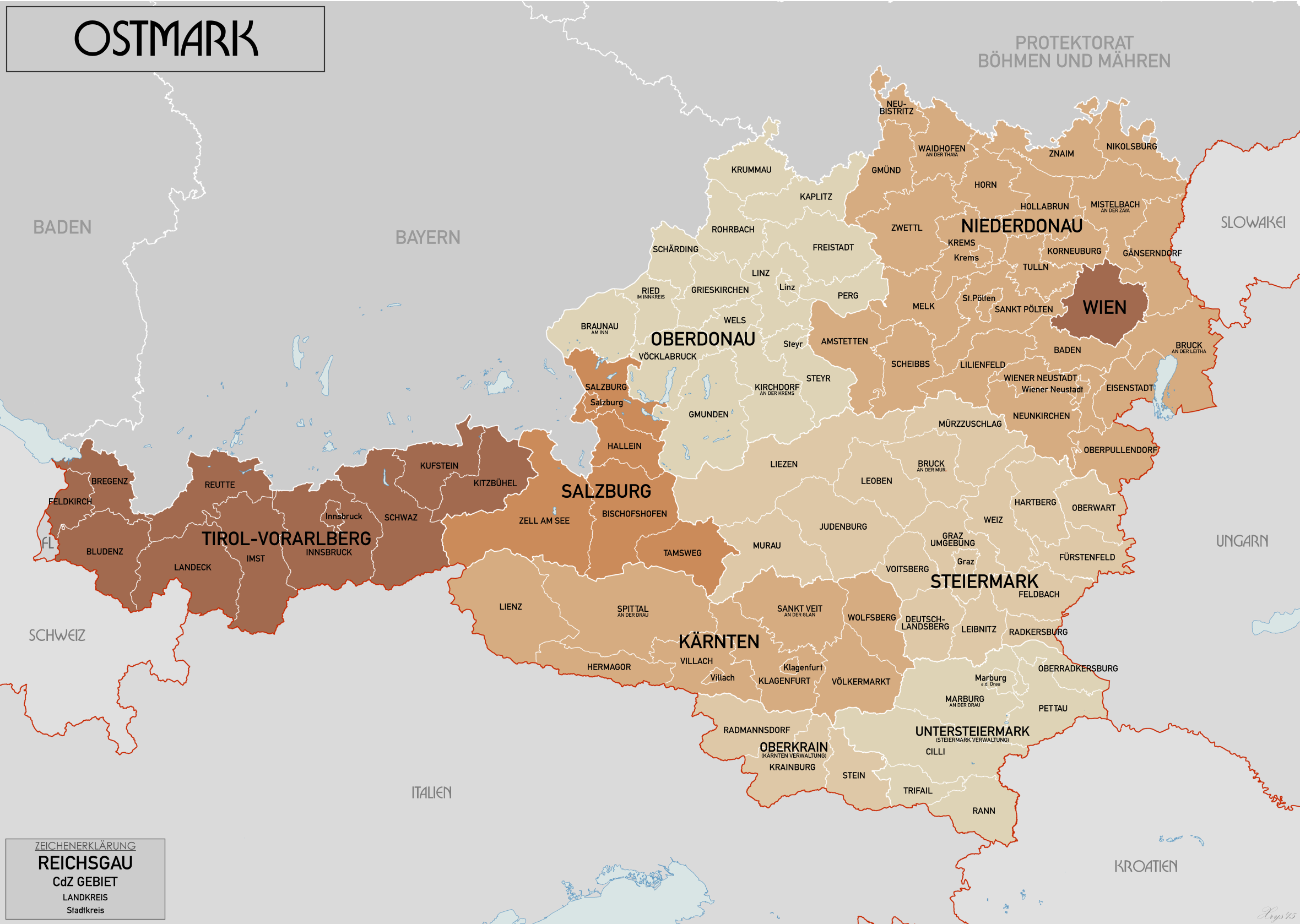
Ostmark 1941: Reichsgaue, Land- und Stadtkreise

Der Gau Tirol-Vorarlberg war ein Reichsgau in Österreich zur Zeit des Nationalsozialismus. Er wurde am 1. Mai 1939, ein Jahr nach dem „Anschluss Österreichs“ an NS-Deutschland, gemäß dem Ostmarkgesetz gebildet und bestand bis 1945. Von 1939 bis 1942 wurden die sieben Reichsgaue im ehemaligen Österreich als Ostmark, ab 1942 als Alpen- und Donau-Reichsgaue bezeichnet, um jeglichen Bezug zum früheren Österreich zu beseitigen. Er bestand aus 10 Kreisen. Gauhauptstadt war Innsbruck. Die NSDAP umfasste 1940 335 Ortsgruppen, 813 Zellen und 4.821 Blocks. 
Bereits die österreichische NSDAP hatte bis 1928 und wieder ab 1932 einen Parteigau Tirol-Vorarlberg. 1928–1932 bildeten Tirol und Vorarlberg gemeinsam mit Salzburg den Westgau. Zum Gauleiter der NSDAP in Tirol wurde 1932 der Innsbrucker Franz Hofer bestimmt und er blieb dies auch in der illegalen Phase nach dem Parteiverbot 1933, bis ihn Edmund Christoph 1935 ablöste. Unter ihm übernahmen die Nationalsozialisten am 13. März 1938 die Macht, doch galt er als zu durchsetzungsschwach. Am 24. Mai 1938 wurde Hofer wieder Gauleiter im NSDAP-Parteigau Tirol-Vorarlberg, der seinen Sitz im Neuen Landhaus hatte und der NSDAP-Reichsleitung in München (nicht in Wien) unterstellt war. Staatlicher Regierungspräsident anstelle des Landeshauptmanns war Hans-Reinhard Koch. Am 1. September 1940 wurde Hofer zusätzlich zum Reichsstatthalter von Tirol-Vorarlberg ernannt und blieb dies bis 1945. Stellvertretender Gauleiter war 1938 noch Edmund Christoph, von März 1939 bis 1945 Herbert Parson.
Der Reichsgau Tirol-Vorarlberg bestand aus den Gebieten, die heute als Nordtirol und Vorarlberg bezeichnet werden. Osttirol wurde später an Kärnten angeschlossen. Er wurde unterteilt in Kreise mit Kreisleitung und Kreisleitern. 
In Vorarlberg gab es folgende Kreise:
- Kreis Bregenz mit dem Kreisleiter Hanns Dietrich (1939–1945)
- Kreis Dornbirn mit dem Kreisleiter Anton Plankensteiner (1939–1941)
- Kreis Bludenz mit den Kreisleitern Hans Bernard (1939–1941) und Wernfried Richter (1941–1945)

## Dokumentarfilm
2021 erschien die bislang erste Dokumentarfilmproduktion, die sich explizit mit den Gauleitern der Alpen- und Donau-Reichsgaue auseinandersetzt und die Entwicklungsgeschichte dieser nationalsozialistischen Verwaltungseinheiten aufzeigt. Der Doku-Zweiteiler des österreichischen Regisseurs Christian Hager wurde im Hauptabendprogramm von ORF III ausgestrahlt und thematisiert auch den Reichsgau Tirol-Vorarlberg unter der Gauleitung von Franz Hofer. 
- Hitlers österreichische Helfer. Die Gauleiter der Ostmark. Doku-Zweiteiler (2 × 45 Min.), A 2021, Buch und Regie: Christian Hager.

## Einzelbelege
1. ↑  Rolf Jehke: Gau Tirol-Vorarlberg der NSDAP. In: territorial.de. 1. Januar 2005, abgerufen am 10. Juli 2020.
2. ↑  Michael Rademacher: Tirol. Online-Material zur Dissertation, Osnabrück 2006. In: eirenicon.com.